# Zóé bizánci császárnő
Zóé (ógörögül: Ζωή), (Konstantinápoly, 978 – Konstantinápoly, 1050. június) a Bizánci Birodalom császárnője (uralkodott 1028. november 15-től haláláig), VIII. Kónsztantinosz idősebbik lánya, III. Rómanosz, IV. Mikhaél, V. Mikhaél, Theodóra és IX. Kónsztantinosz társuralkodója volt.

## Élete

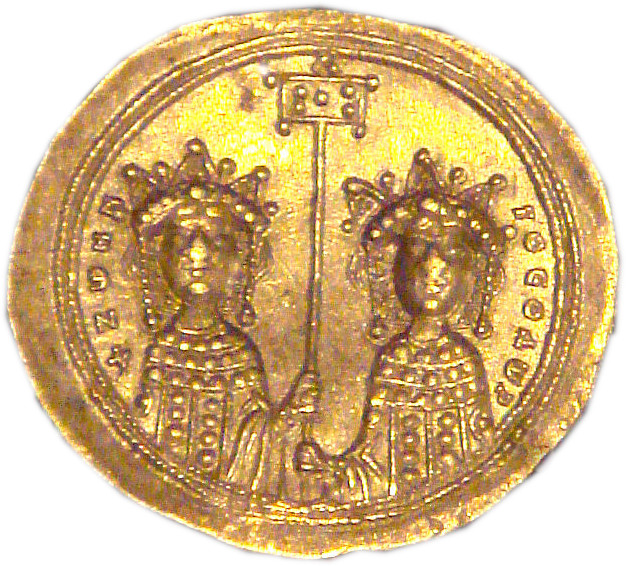
Zóé és Theodóra közös solidusa 1042-ből

Apja halála előtt három nappal, 1028. november 12-én házasították össze Rómanosz Argürosz Konstantinápolyi eparkhosszal, aki egymaga gyakorolta a hatalmat Kónsztantinosz elhunytát követően. Rómanosz és az idős Zóé házassága boldogtalan volt, a császár hamarosan elhidegült tőle, és a rendelkezésére álló pénzösszegeket is igyekezett megnyirbálni. Ezt kihasználva egy intrikus eunuch, Jóannész Orphanotrophosz bemutatta neki ifjú és jóképű fivérét, Mikhaélt, aki a szeretője lett. Rómanosz 1034-es, talán mérgezés következtében bekövetkezett halálának napján Zóé eljegyezte szeretőjét, aki IV. Mikhaél néven került hatalomra. Mikhaél azonban trónra lépve nem sokat törődött feleségével, akit az eunuch Jóannész szigorú felügyeletére bízott. A miniszter fivére betegeskedése láttán 1041-ben örökbe fogadtatta Zóéval unokaöccsüket, Mikhaél Kalaphatészt. Az V. Mikhaélként ismert uralkodó azonban előbb nagybátyját száműzte, majd magát Zóét próbálta kolostorba küldeni 1042 áprilisában.
A bejelentés a Konstantinápolyi köznép lázadásához vezetett, ami a klérus és a hivatali arisztokrácia támogatásával megbuktatta Mikhaélt és visszahívta Zóét – igaz, ezúttal húgát, Theodórát is császárnővé tették. A testvérpár gyűlölködése és uralmi tehetetlensége miatt Zóé végül ismét megházasodott. Választottja, Kónsztantinosz Monomakhosz 1042. június 11-én nyerte el a kezét, másnap pedig a trónt. Kónsztantinosz szintén tartott szeretőt, de nem törekedett a hatvanas éveiben járó császárnő háttérbe szorítására, és Zóé elfogadta a helyzetet. A harmonikus frigy a gyermektelen Zóé 1050 nyarán bekövetkezett haláláig tartott, aki IX. Kónsztantinosz udvarában sem játszott nagy szerepet.